# Segell de Califòrnia
El Gran Segell de l'Estat de Califòrnia és el segell oficial de l'Estat de Califòrnia, Estats Units. Va ser adoptat en el transcurs de la Convenció Constitucional de Califòrnia de 1849 i modificat el 1937. El segell representa a Atene (Minerva en la mitologia romana), deessa grega i romana de la saviesa, un os bru (animal oficial de l'estat) i diversos poms de raïm representant la producció de vi de l'estat. Igualment trobem un feix de cereals, representant a l'agricultura, i un miner, que representa la febre de l'or de Califòrnia, els vaixells representen el poder econòmic de l'Estat. Igualment, es pot identificar després tot això la badia de San Francisco o el riu Sacramento. Sobre tot això, la paraula eureka, lema de l'estat, que en grec vol dir Ho he trobat.
El 1862, la Legislatura de l'Estat de Califòrnia va crear la California State Normal School (ara la Universitat estatal de San Jose) i va donar el seu gran segell a l'escola.

## Descripció original el 1849
El disseny original de la junta fou realitzada pel major Robert S. Garnett i gravat per Albert Kuner. No obstant això, a causa de la fricció que existia llavors entre les autoritats civils i militars, Garnett no estava disposat a introduir el disseny a la convenció constitucional. Garnett després es va convertir en el primer general a ser assassinat a la Guerra Civil, on va exercir com a general confederat.
| « | "En tot el bisell de l'anell estan representades 31 estrelles, 31 és el nombre dels Estats de la Unió (Guerra Civil) que estarà compost després de l'admissió de Califòrnia. La principal figura és la de la deessa Atene (Minerva romana) que va sorgit des del cervell de Zeus (Júpiter romà), ja adulta. Això es presenta com una espècie de naixement polític de l'Estat de Califòrnia sense haver de passar pel calvari d'un territori. Als seus peus es representa l'os bru alimentant-se d'una vinya. Un miner al compromès en un balancí i un bol al seu costat, el que il·lustra la riquesa de l'or de Sacramento en què les aigües es veuen com l'enviament típic de la grandesa comercial i els cims nevats de Sierra Nevada constitueixen el fons, mentre que per sobre de la consigna s'aprecia el lema grec "Eureka" (Ho he trobat) s'aplica per a l'admissió a l'Estat o l'èxit de l'empresa minera en el treball. " | » |

## Segells oficials de l'estat de Califòrnia

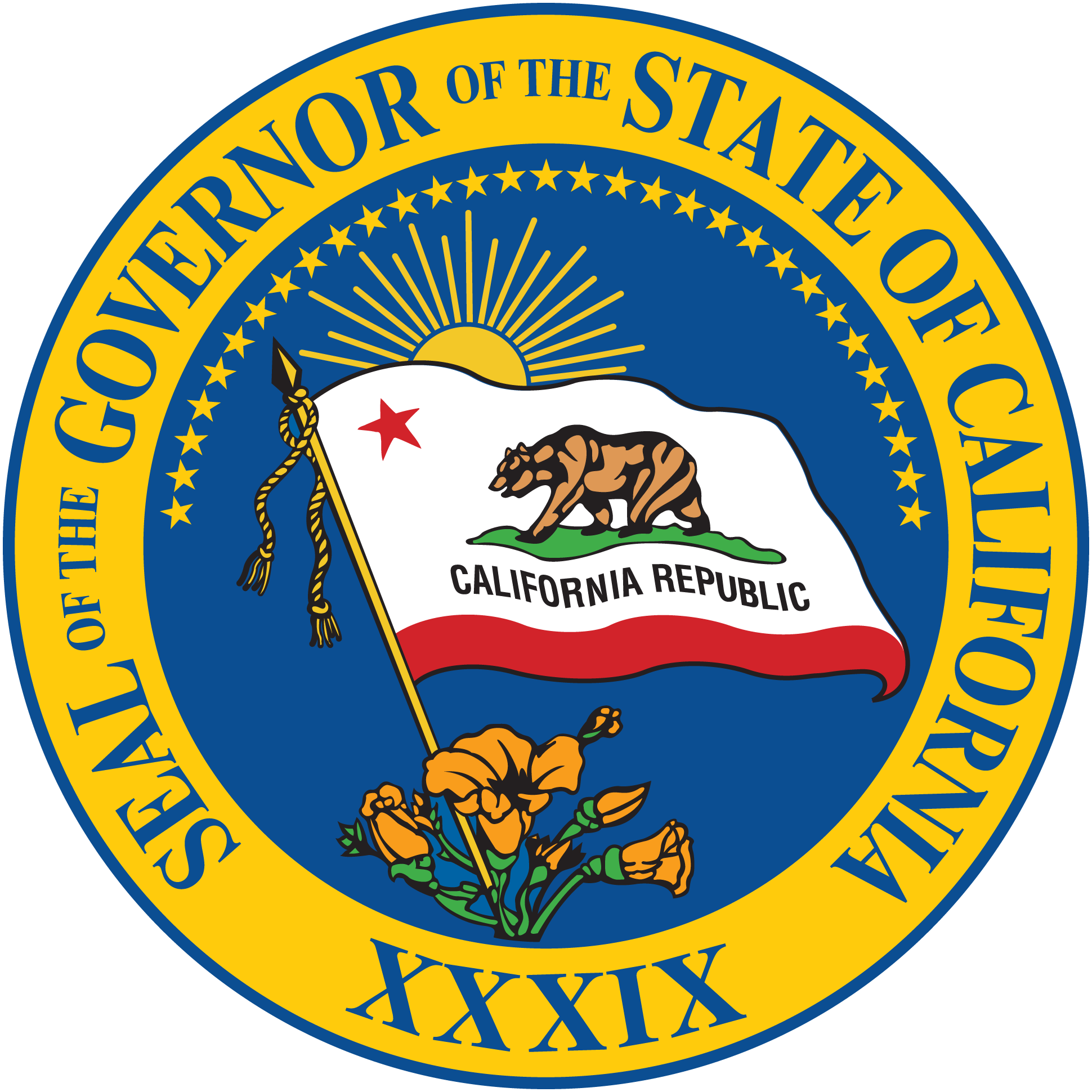
Segell d'armes del Governador de Califòrnia
Segell d'armes de l'Assemblea Estatal de Califòrnia
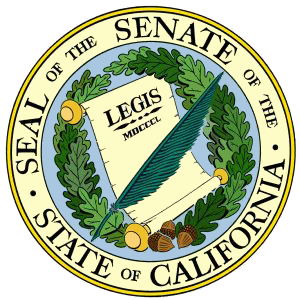
Segell d'armes del Senat Estatal de Califòrnia
Segell d'armes del Controlador Estatal de Califòrnia
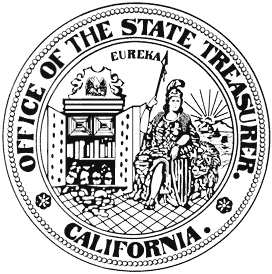
Segell d'armes del Tresorer Estatal de Califòrnia
Segell d'armes de la Cort Suprema de Califòrnia
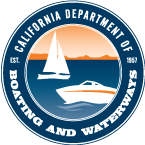
Segell d'armes del Departament de Navegació i Vies Aquàtiques de Califòrnia
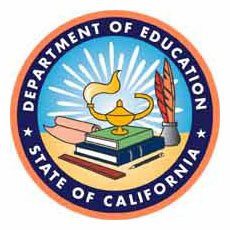
Segell d'armes del Departament d'educació de Califòrnia
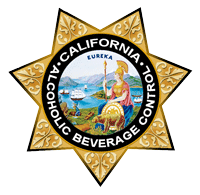
Segell d'armes de la Junta de Control de Begudes Alcohòliques de Califòrnia
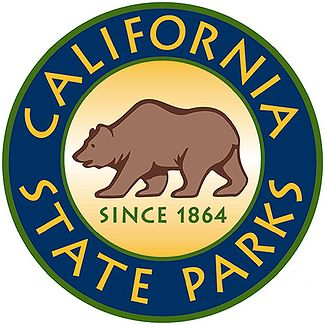
Segell d'armes del Departament de Parcs i Recreació de Califòrnia